# Zsurlófák

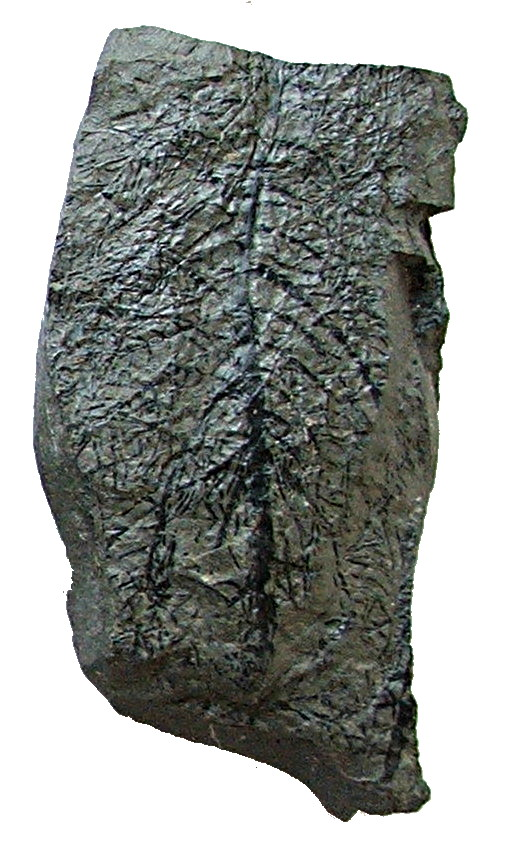
Egy zsurlófa földalatti rizómájának, azaz évelő gyöktörzsének lenyomata

A zsurlófák (Calamitales) a harasztok törzsének (Polypodiophyta), azon belül a zsurlók osztályának (Equisetopsida) egyik rendje, mely a földtörténeti óidő (paleozoikum) felső devon időszakában alakult ki, és egészen a jura korig fennmaradtak. Valószínűleg monofiletikus egységet képeznek a ma élő zsurlókkal (Equisetales). A zsurlófák voltak a zsurlók legtermetesebb és legfejlettebb képviselői, egészen bizonyosfajta magképzésig eljutottak (magvas zsurlófák).

## Zsurlófák a földtörténet folyamán
A zsurlófafélék családja (Calamitaceae) valószínűleg az kora karbon idején alakult ki az őszsurlófák (Archaeocalamitaceae) családból, és ekkor el is kezdődött gyors fejlődésük. A késő karbonban már óriási mennyiségben, faj- és alakgazdagságban éltek, főleg a meleg, mocsaras területeken, ahol a víztükör szélén ún. pionírvegetációt alkottak: elsőként lepték el a mocsarak partjait, társulásokat alkotva más zsurlófákkal és más harasztfajokkal: pikkelyfákkal (Lepidodendraceae), pecsétfákkal (Sigillariaceae) és páfrányfákkal.
A zsurlófák a pikkely- és pecsétfákkal szemben, még az kora permben (vörösfekű) is jelentős csoport volt. Valószínűleg sokkal tökéletesebb vízellátásuk következtében vészelték át az igen száraz perm időszakot is. A késő perm folyamán hatalmas fajkipusztulási hullám során a Calamitaceae család is hanyatlásnak indult, az alsó triászban már nem is találunk tipikus, nagy testű zsurlófákat. Ismeretes egy Neocalamitales (újzsurlófák) nevű rend, melyet egészen az alsó krétáig fellelhetünk – valószínűleg ők a Calamitesek késői utódai, de méretük (2–3 m-es magasság, 10–15 cm-es törzskerület) és fejlettségük meg sem közelíti a paleozoikumi zsurlófákét.

## A zsurlófák testfelépítése
A zsurlók fejlettsége a zsurlófafélék családjában érte el tetőfokát. Az ide tartozó fajok mind fatermetű, nagy testű zsurlók, 20–30 m-es magassággal és akár 1 m-es törzskerülettel. Anatómiájukat (főleg törzsszerkezetüket) viszonylag jól ismerjük, de a levélzet és a sporofillumok morfológiájának ismerete is számottevő.

### Törzsszerkezet
A zsurlófák törzsének szerkezete a rendhez tartozó valamennyi fajnál viszonylag egységes volt. A törzs és az ágak is szárcsomókra (nodus) és a csomók közötti szárcsomóközökre vagy szártagokra (internodium) tagolódott, ettől mintegy "ízelt" hajtásrendszer jött létre. A törzs belsejét laza szerkezetű központi bélszövet töltötte ki, mely a növény öregedésével fokozatosan pusztult, helyet engedve a bélüregnek. Ezt igen sok, gyűrűben elhelyezkedő szállító edénynyaláb vette körül, a törzs közepén még száznál is több. Az elsődleges fa (protoxylem) a központi bélüreg felé másodlagos fát hozott létre. Az elsődleges fa külső részén csakhamar kialakult a kambium, mely befelé fát hozott létre, így igencsak nagy másodlagos fatest jött létre. A kifelé terjedő sejtek hozták létre a másodlagos kérget, mely fejlettebb volt, mint a ma élő fáké, de gyengébb is, mint a kor fatermetű korpafüveié (Lepidodendraceae, Sigillariaceae).
A vastagodásbeli gyarapodás teljesen szétrombolta az elsődleges fát, és gázcserét szolgáló üreget hozott létre, az ún. bordajáratot (carnalis). A bordajárat a ma élő zsurlófajokon (Equisetum) is felismerhető. A másodlagos vastagodással így egy szabályos faékekből álló, csőszerű fatest keletkezett, melynek szakítószilárdsága kiváló volt. Ebben a tekintetben a zsurlófák törzse a legfejlettebb volt a karbon korban. Az elsődleges szállítónyalábok a csomókon villásan elágaztak, majd a két szomszédos szállítónyaláb a következő csomóközben újra egyesült, és így futott a következő nóduszig. Ezt a tipikus sajátosságot nem találjuk még meg a kezdetleges zsurlófatípusokban (Arceocalamitaceae, Mesocalamites).
A zsurlófák törzsmaradványain soha nem találunk évgyűrűt, pedig a másodlagos fatest évenként gyarapodott. Ez bizonyítja, hogy az északi félgömbön a paleozoikumi időben nem voltak évszakok, egységes trópusi időjárás volt egész évben. A törzs eredési helye a földalatti rizómatengely volt, melyből sok, igen hosszú gyökérszál eredt. A törzs földalatti részének is volt önálló gyökérrendszere.

### Levélzet
Zsurlófák levélzetét tömegesen találhatjuk a karboni rétegekben. Több levéltípus ismeretes, de mivel ezeket nem mindet tudták törzs- és ágmaradványokhoz hozzárendelni, nagyrészük csak szervnemzetség maradt. Az egyes szervnemzetségekben változó a szárcsomókon ülő levelek száma, de 4 és 60 között változik. A legtöbb levélmaradvány és -lenyomat az Annularia és Asterophyllites nemzetségbe tartozik. 
Az Annularia szervnemzetség levelei mindig egyszerűek, lapát vagy ék alakúak, az alapjuknál összenőttek, s mintegy a szártengelyre merőleges korongokat hoztak létre. Az Asterophyllites levelei ellenben szálasak, alapjuk nem nőtt össze, és ívesen felfelé hajlottak.

### Szaporítószervek
A zsurlófák sporofillumait elég jól ismerjük maradványokból és lenyomatokból. Általában füzérszerűek voltak, és a füzérben meddő murvelevelek (bractea) és azok hónaljában fejlődő sporangiumtartók következtek örvökben, felváltva. A sporofillumok soha nem a főtengely csúcsán, hanem a felső szárcsomók valamelyikén ültek. A sporangiumtartók sok esetben nem  pajzsszerűek voltak, mint a mai Equisetum nem zsurlóié, hanem négykarúak, és mindegyik kar egy-egy sporangiumot tartott, így érdemesebb sporangiontartókról, és nem sporofillumokról beszélni. Ezeket a sporangiumtartókat a murvalevelek jól védték, szinte el is zárták a külvilágtól.
Rengeteg szervnemzetséget írtak le a sporangiumtartók elrendeződése, és a sporangiumoknak a tartókon elfoglalt helyzete alapján. Fontosabbak a Calamostachys és a Palaeostachya. Az előbbi a leggyakoribb Calamites szaporítószerv. 
A zsurlófák részben izo-, részben heterospórás harasztok voltak. Spóráik alakja sima, gömbölyded vagy kifejezetten tetraédrikus volt. A spórákon valószínűleg nem viseltek a perispóriumszalagokat (haptera), mely az osztályon belül kimondottan az Equisetalesre  jellemző. Egyes újabb karboni spóralenyomatokaon találtak perispóriumszalagokat, de ezek valószínűleg inkább már ősi Equisetales fajok spórái.

## A zsurlófák típusai (alnemzetségei)
A kutatók nagy része csak egyetlen valódi nemzetséget ismer el: a Calamites nemzetséget (ez nem szervnemzetség!).
A hajtásrendszer morfológiája alapján a zsurlófákat legalább négy alakkörbe (típusba) osztják, melyet általában alnemzetségeknek tekintenek.

### Stylocalamites
Földfeletti részeik csak ritkán ágaztek el. Méretük nem érte el a 20–30 m-t. Törzsük egyenes volt, rövid csomóközökkel. A törzs csúcsán hatalmas csokorban álltak a sporofillumfüzérek. Levélzetük alig volt, a fotoszintézist főleg a törzs asszimiláló alapszövete végezte. Hét ismert faj tartozik ebbe az alnembe, leggyakoribb lelet a S. suckowii. Ez a típus sokáig, a felső juráig fennmaradt.

### Diplocalamites
Ugyancsak hét fajt számláló alnemzetség. A legismertebb, és a rétegekben leggyakoribb típus. Ezeknek a fajoknak a szárcsomóiból mindig csak két, keresztben átellenes ág indult, mely csak fentebb ágazott el. Ide tartozik a morfológiailag és anatómiailag legismertebb zsurlófa faj a Calamites carinatus.

### Calamitina
A felső karbon végétől ismert alnemzetség, kb. 20 alakját írták le, de hogy melyek tartoznak egy fajba, még nem sikerült meghatározni. Ezen a zsurlófatípuson több elágazás nélküli szárcsomó különíti el az elágazokat. Méretük kisebb, mint a Diplocalamitesé, és törzskerületük is csekélyebb.

### Crucicalamites
A legmagasabb (20–30 m) és legvastagabb törzsű (1-1,5 m kerület), és talán legszebb zsurlófák tartoznak ebbe a csoport. Ők képviselik a tipikus zsurlófákat. Lombkoronájuk teljesen szabályos, ellipszoid alakú, mely a végénél kissé kihegyesedik. Levélzetük sűrű, hosszú, szálas, felfelé ívelő levelekből áll. Törzsének szárközei sűrűn álltak, mindegyik szárközből tíz erős, vaskos oldalág eredt. Az alnemnek 7 faját ismerjük, melyek közül a C. cruciatus volt a leggyakoribb. Még számottevő leletük található az alsó permi (vörösfekű) rétegekben.

## Felhasznált és ajánlott irodalom
- Urania – Növényvilág: Magasabbrendű növények I.
- Andreánszky Gábor: Ősnövénytan
- Géczy Barnabás: Ősnövénytan
- Soó Rezső: Fejlődéstörténeti növényrendszertan
- Hortobágyi Tibor: Növényrendszertan
- Zdenek V. Ppinar – Z. Burain: Élet az ember előtt
- Hably Lilla – Bíró Krisztina: Ősnövények (Búvár Zsebkönyvek)
- Bogsch László – Kiszely György – Kretzoi Miklós: Az élővilág fejlődéstörténete
- A. Lee McAlaster: Az élet története